# Harry Kerr (Sportschütze)
Henry „Harry“ Kerr (* 31. August 1856 in Ovingham, Vereinigtes Königreich; † 17. Juni 1936 in Toronto) war ein kanadischer Sportschütze.

## Erfolge
Harry Kerr nahm an den Olympischen Spielen 1908 in London teil, bei denen er in zwei Disziplinen antrat. In der Distanz über 1000 Yards mit dem Freien Gewehr belegte er mit 91 Punkten den sechsten Platz. Mit dem Armeegewehr war er Teil der kanadischen Mannschaft, die über sechs verschiedene Distanzen hinter den Vereinigten Staaten und Großbritannien den dritten Platz belegte. Neben Kerr gewannen außerdem William Smith, Bertram Williams, Dugald McInnes, William Eastcott und Charles Crowe die Bronzemedaille. Mit 384 Punkten war er der schwächste Schütze der Mannschaft.
Kerr war zum Zeitpunkt der Spiele Staff Sergeant der 48th Highlanders of Canada der Royal Canadian Army. Im Ersten Weltkrieg, wo er beim Eastern Ontario Regiment der Canadian Expeditionary Force diente, wurde er temporär zum Lieutenant befördert.